# I'll Be Back
"I'll Be Back" é uma canção composta por John Lennon, e creditada a Lennon/McCartney. Foi gravada pela banda britânica The Beatles e lançada no álbum A Hard Day's Night, de 1964.